# Saughall
Saughall est un village du Cheshire, en Angleterre.